# Mengálvio
Mengálvio Pedro Figueiró, kurz Mengálvio (* 17. Dezember 1939 in Laguna, Santa Catarina, Brasilien) ist ein ehemaliger brasilianischer Fußballspieler. Er spielte im Mittelfeld. 1962 wurde er mit Brasilien Weltmeister.

## Vereinskarriere
Ab 1960 spielte er für den FC Santos, für den er insgesamt 371 Spiele bestritt und 28 Tore erzielte. 1962 gewann er mit Santos die Copa Libertadores. 1978 wurde er für ein Jahr Trainer des Vereins.

## Nationalmannschaft
Bei der Panamerikanischen Fußballmeisterschaft 1960 kam Mengálvio zu seinem ersten Einsatz für die Nationalmannschaft. Im Spiel gegen Costa-Rica am 10. März 1960 stand er in der Startelf. Bei seinem dritten Einsatz, ebenfalls im Zuge des Turniers, gelang ihm am 15. März im Spiel gegen Mexiko sein erstes Länderspieltor.
1961 trat er in einem Spiel im Taça Oswaldo Cruz gegen Paraguay an. Des Weiteren stand der Spieler am 12. Mai 1962 in einem Vorbereitungsspiel zur Fußball-Weltmeisterschaft gegen Wales auf dem Platz. Im Zuge der Weltmeister stand Mengálvio im Kader der Erfolgsmannschaft, kam während des Turniers allerdings nicht zum Einsatz.
1963 gewann er mit der Mannschaft die Copa Roca gegen Argentinien, hier bestritt er beide Spiele. Es folgten in dem Jahr noch fünf Freundschaftsspiele, gegen Belgien, Schweden, Westdeutschland, England und Italien.

## Erfolge
Santos
- Staatsmeisterschaft von São Paulo: 1960, 1961, 1962, 1964, 1965, 1967
- Brasilianischer Meister als Gewinner der Taça Brasil: 1961, 1962, 1963, 1964, 1965
- Copa Libertadores: 1962, 1963
- Weltpokal: 1962, 1963
- Torneio Rio-São Paulo: 1963, 1964, 1966

Nationalmannschaft
- Fußball-Weltmeisterschaft: 1962
- Copa Roca: 1963

## Trivia
Nach seiner aktiven Karriere arbeitete Mengálvio als Supervisor für eine Kinokette an der Küste von São Paulo. Er ist Vater von drei Töchtern und Großvater von zwei Enkelkindern.